# Antinori-Kapelle
Die Antinori-Kapelle ist eine Außenkapelle der Kirche Santi Michele e Gaetano in Florenz. Der Zugang erfolgt über die Piazza Antinori.

## Geschichte und Beschreibung
Der reiche Kaufmann Niccolò di Tommaso Antinori, der seinen Palast auf der Westseite des Platzes vor der Kirche San Michele Bertelde hatte, verfügte in seinem Testament (1519) die Errichtung einer Kapelle nach einem Entwurf von Baccio d’Agnolo hinter der Nordseite der Kirche, welche der Jungfrau Maria gewidmet sein sollte. Das Gebäude wurde 1634 im Zuge des Umbaus der Kirche San Michele abgerissen und die Familie Antinori erhielt einen Raum im Erdgeschoss des angrenzenden Klosters in der Nähe der neuen Kirchenfassade, in den die Einrichtung der Kapelle übertragen wurde. Der Bau des neuen Oratoriums dauerte zwei Jahre, von 1635 bis 1637.
Der Eingang zur Kapelle befindet sich unmittelbar links von der Kirchenfassade von Santi Michele e Gaetano, mit Skulpturen von Alessandro Malavisti. Das Oratorium besteht aus einem rechteckigen Raum, der mit einem Tonnengewölbe bedeckt ist. An der Rückwand befindet sich der Altar aus der Mitte des 16. Jahrhunderts, der mit einem Tympanon und zwei Pilastern aus rotem Marmor verziert ist, die eine plastische Tafel mit dem Kruzifix und den Heiligen Hieronymus, Franziskus und Maria Magdalena einrahmen. Das Werk wird von einigen, zumindest nach dem Entwurf, Filippo Lippi zugeschrieben, denn die starke Übermalung macht es unmöglich, das Werk bis zur Restaurierung richtig zu bestimmen.
In der Kapelle befindet sich auch das Grabmal aus dem 16. Jahrhundert für Alessandro Antinori, einen wichtigen Magistraten jener Zeit. Es ist das Werk eines unbekannten Künstlers, ähnelt mit der rationalen Feierlichkeit und der Verwendung von schwarzem und weißem Marmor an die Gondi-Kapelle von Giuliano da Sangallo in Santa Maria Novella.
An der Südseite befinden sich drei Marmorreliefs, die möglicherweise zum romanischen Portal der alten Kirche San Michele Berteldi gehörten. Sie stellen den Erzengel Michael (Mitte), den Heiligen Petrus (links) und den Heiligen Miniato (rechts) dar und stammen aus dem frühen 12. Jahrhundert.
Im Eingangsbereich befindet sich das Fresko einer Madonna mit Kind aus der Schule Botticellis. Außerdem sind zwei Gemälde aus San Gaetano zu sehen: das Martyrium des Heiligen Andreas von Antonio Ruggieri, das sich früher in der Kapelle Del Rosso befand, und die Unbefleckte Empfängnis mit dem Ewigen Vater und den Hl. Vinzenz Ferrer und Nikolaus von Myra aus der Florentiner Schule des 18. Jahrhunderts.
Die Tür zwischen der Kapelle und der eigentlichen Kirche hat einen einzigartigen Architrav, der mit einem Fledermausflügel-Tympanon verziert ist, eine Hommage Nigettis an Buontalenti.

## Bilder

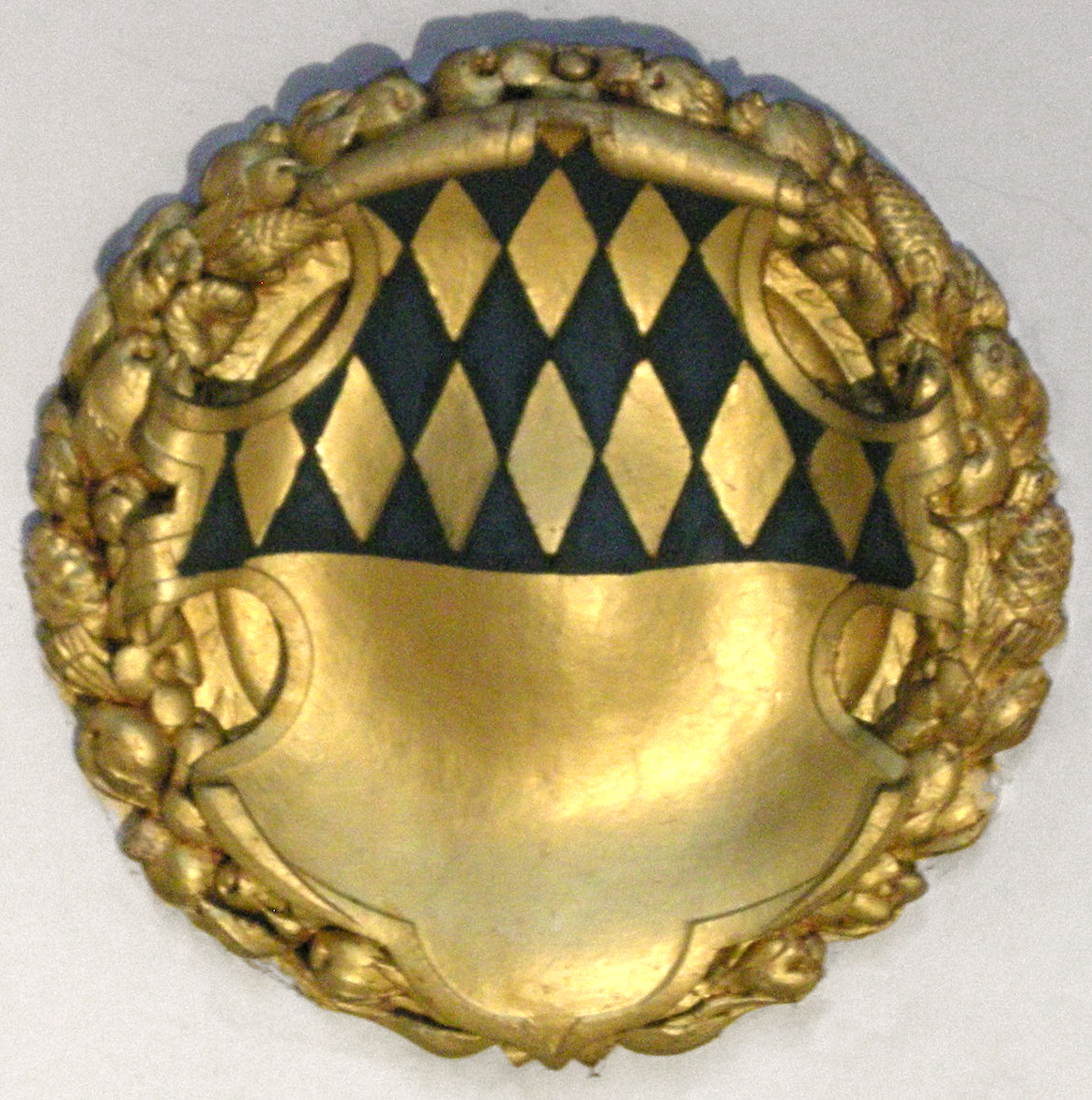
Antinori-Wappen
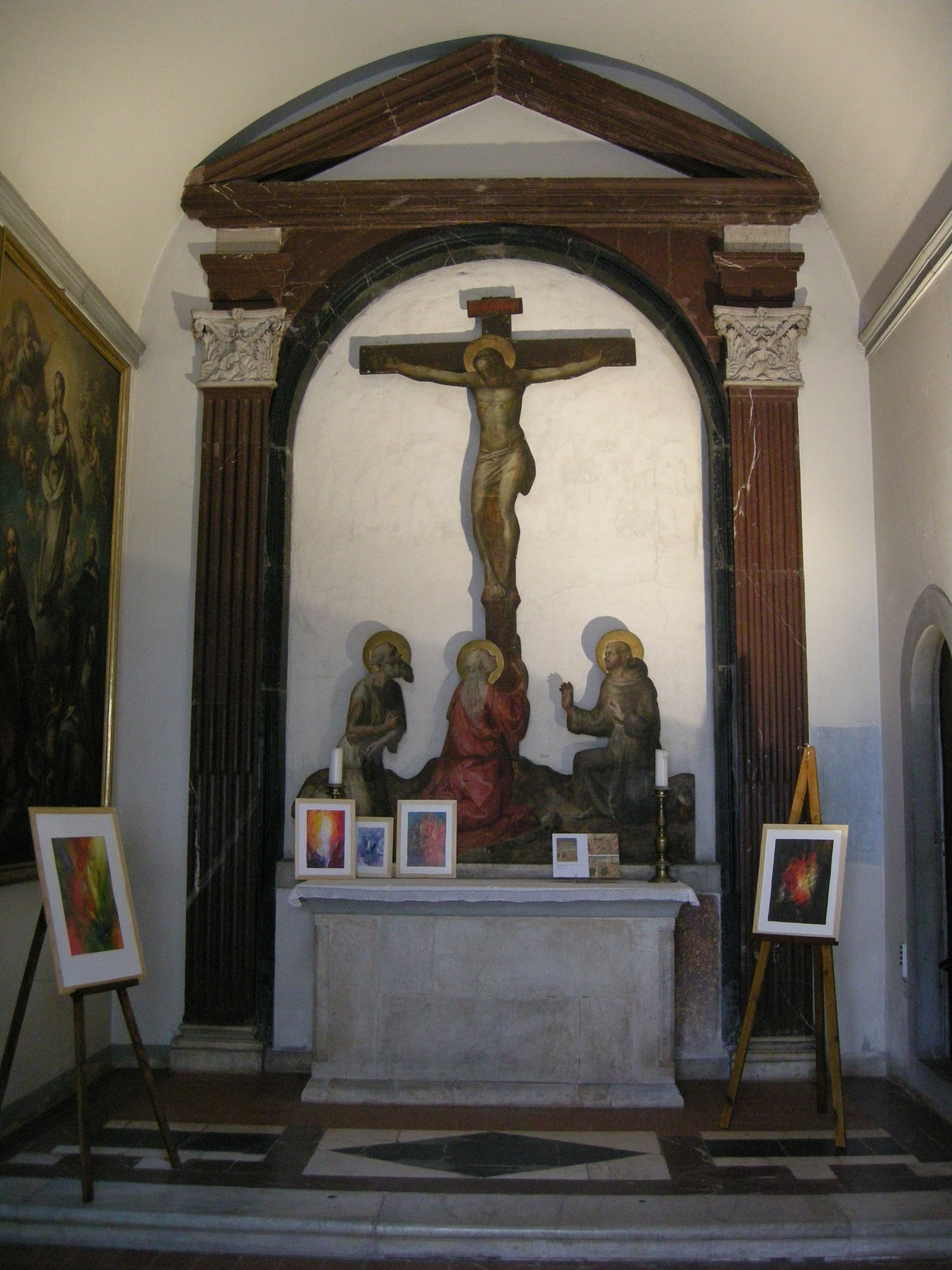
Altar
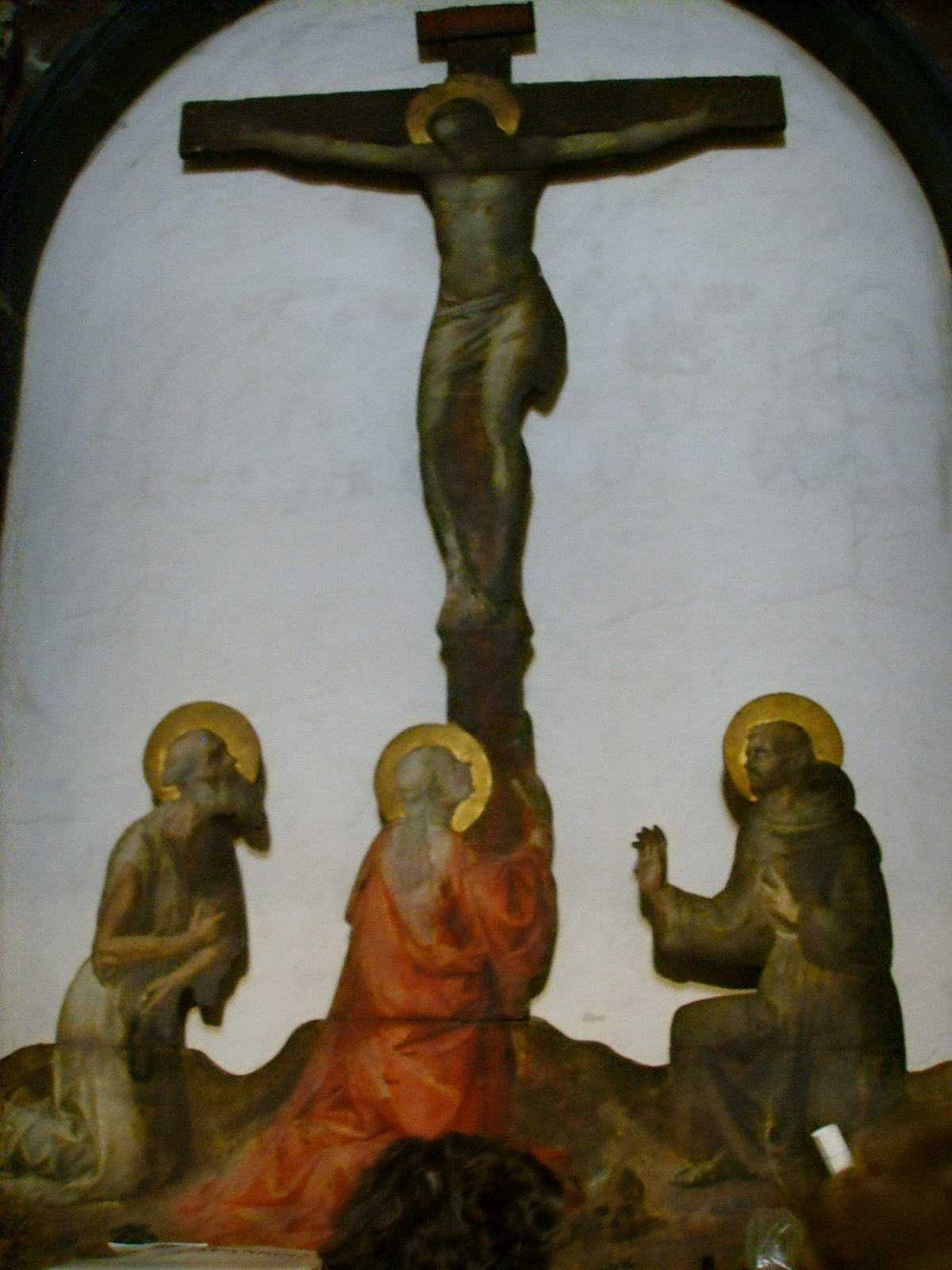
Gestaltetes Kruzifix
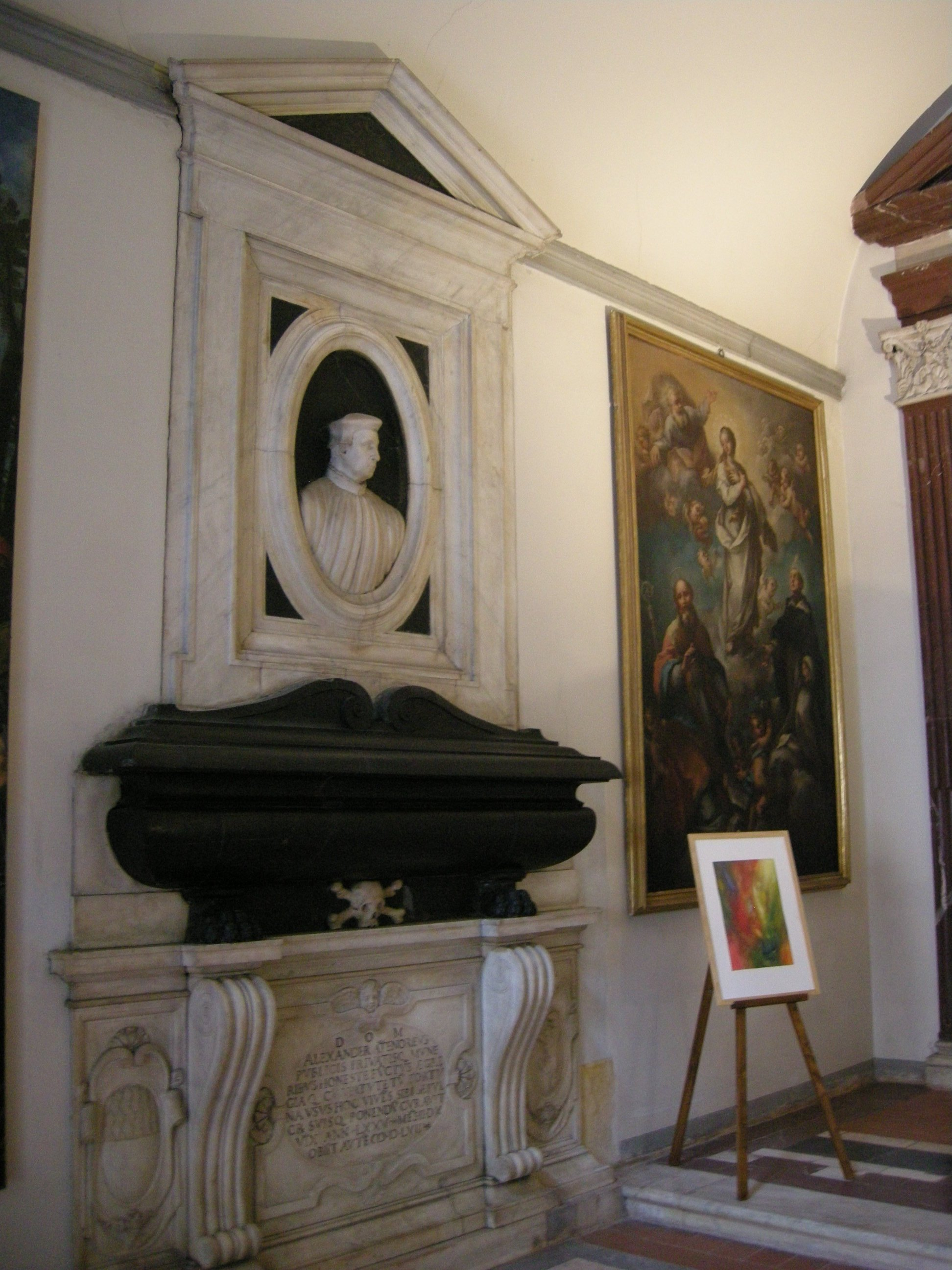
Grabmal von Alessandro Antinori
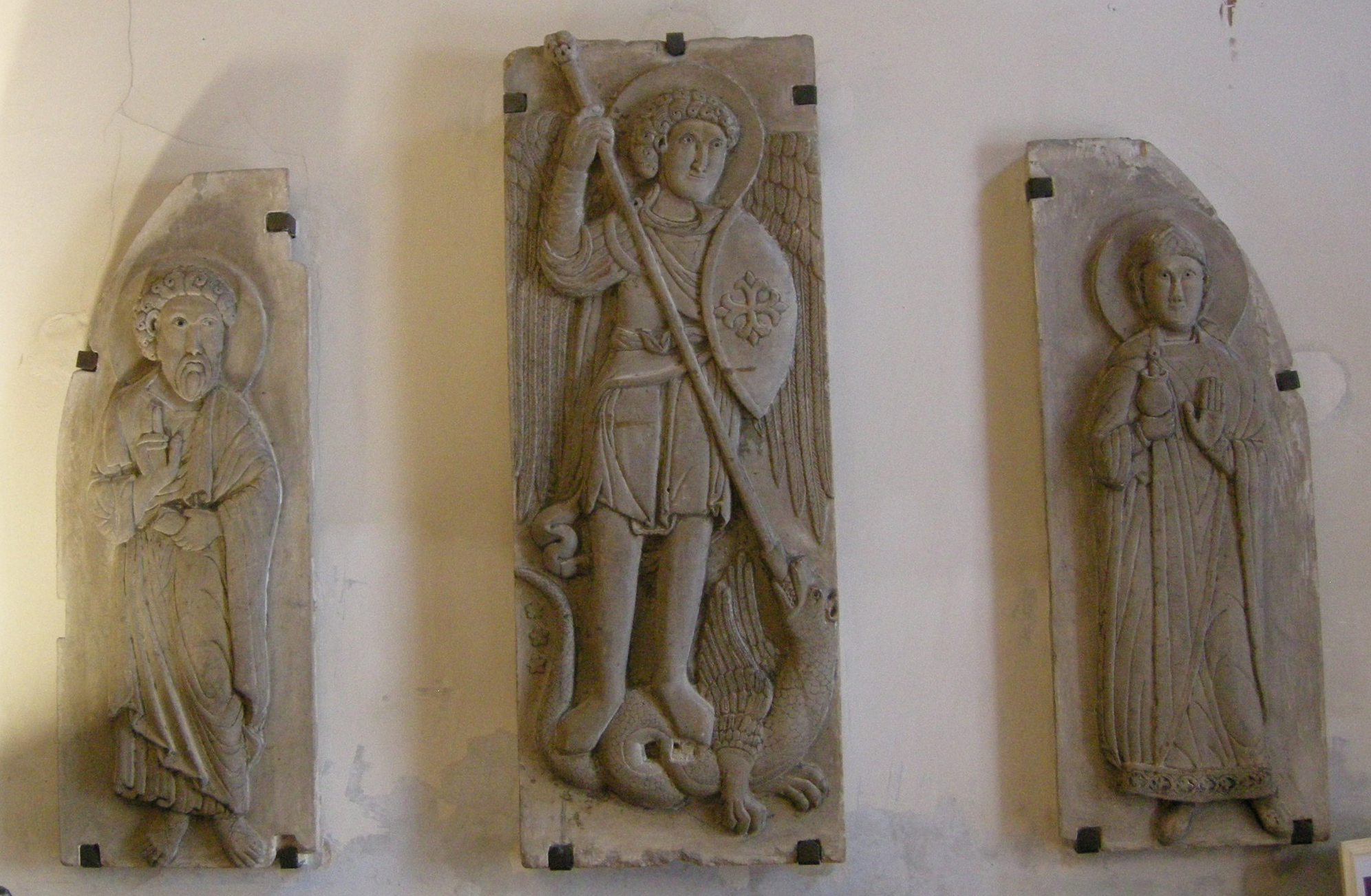
Drei romanische Reliefs
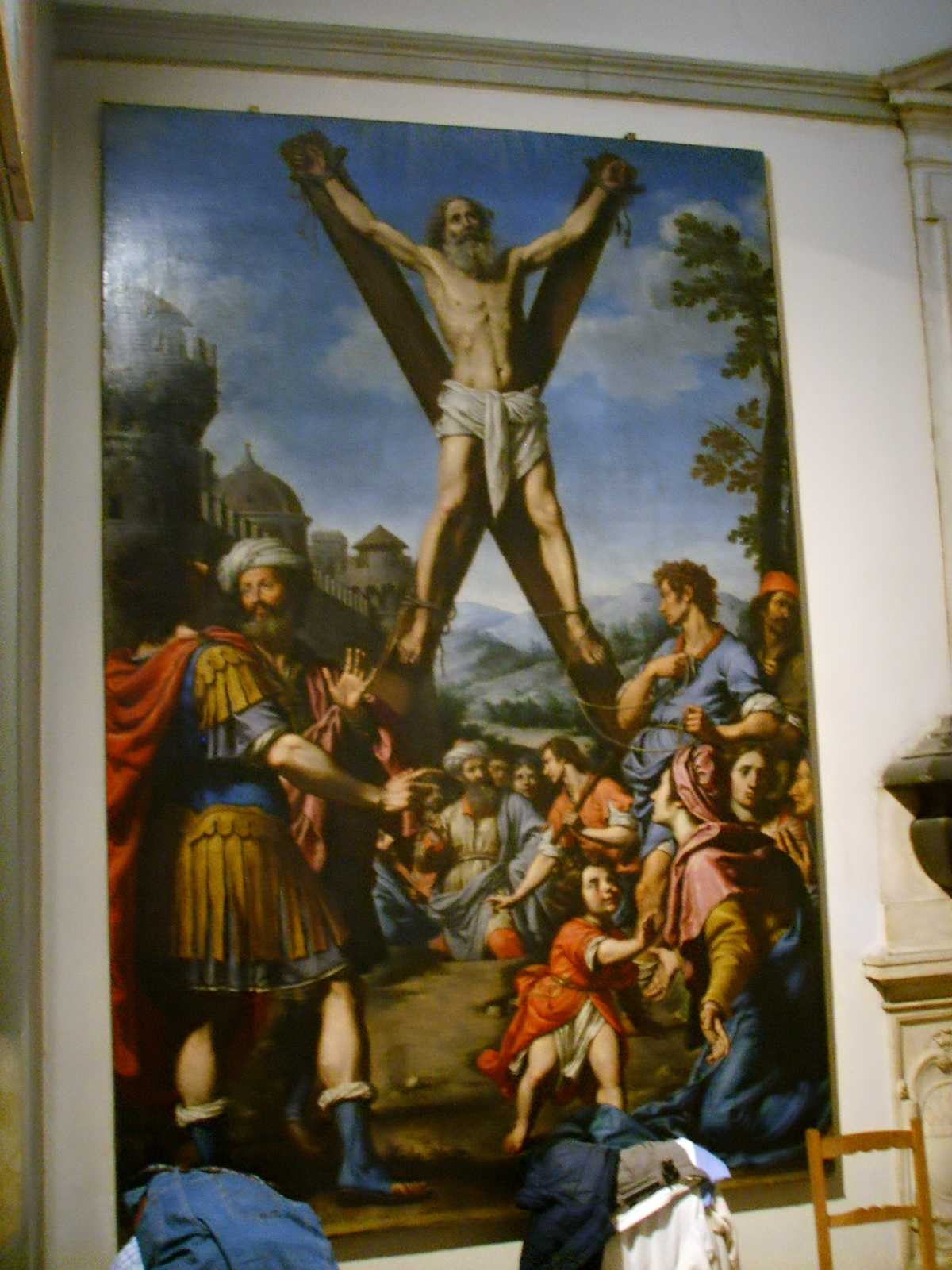
Martyrium des Hl. Andreas von Antonio Ruggieri
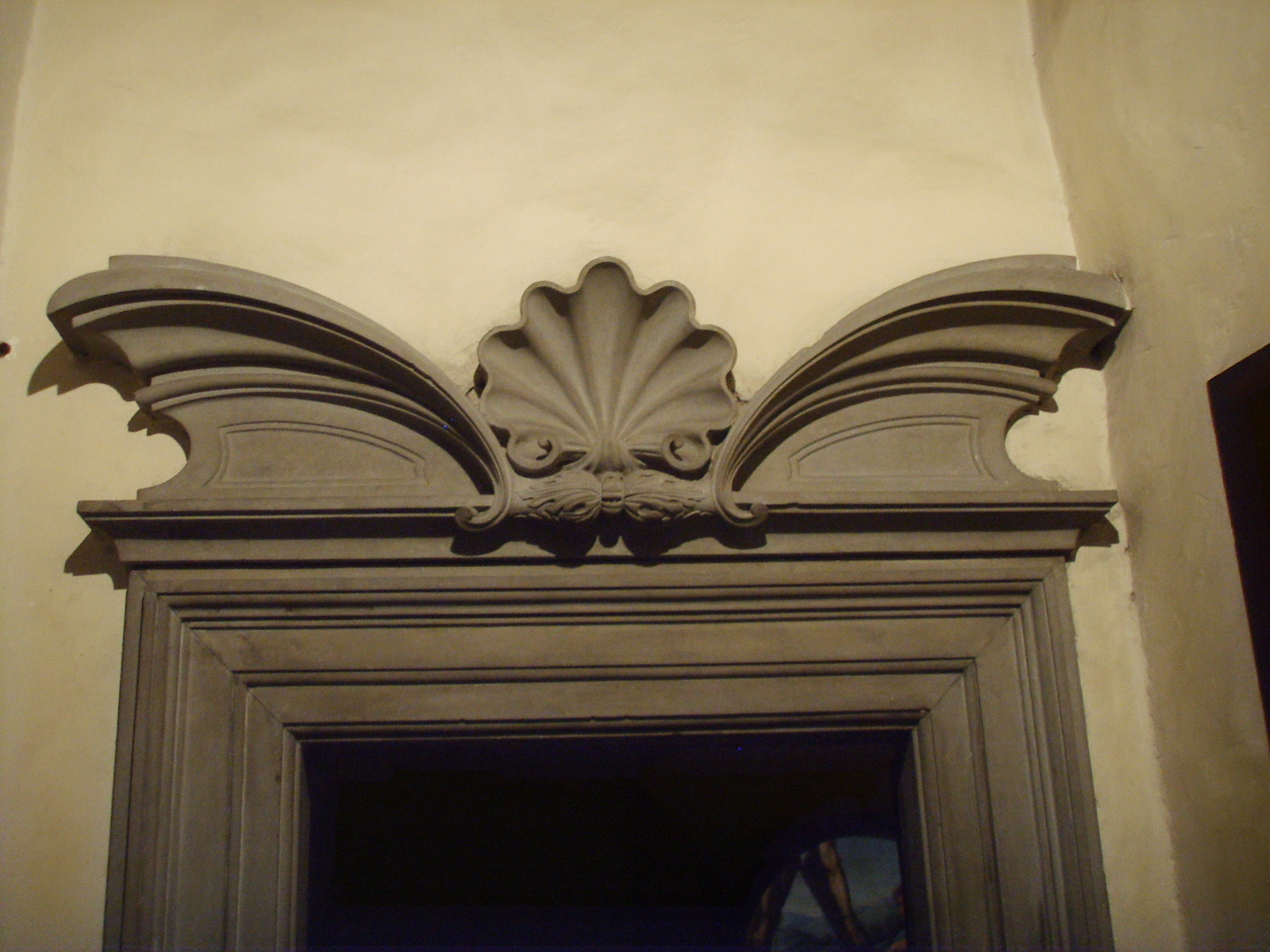
Der Eingang mit Fledermausflügeln